# Barbara Palvin
Barbara Palvin Sprouse (Budapeste, 8 de outubro de 1993) é uma supermodelo húngara. Ela apareceu pela primeira vez na Sports Illustrated Swimsuit Issue em 2016. Em 2019, ela se tornou uma Angel da Victoria's Secret.

## Carreira

### Modelagem

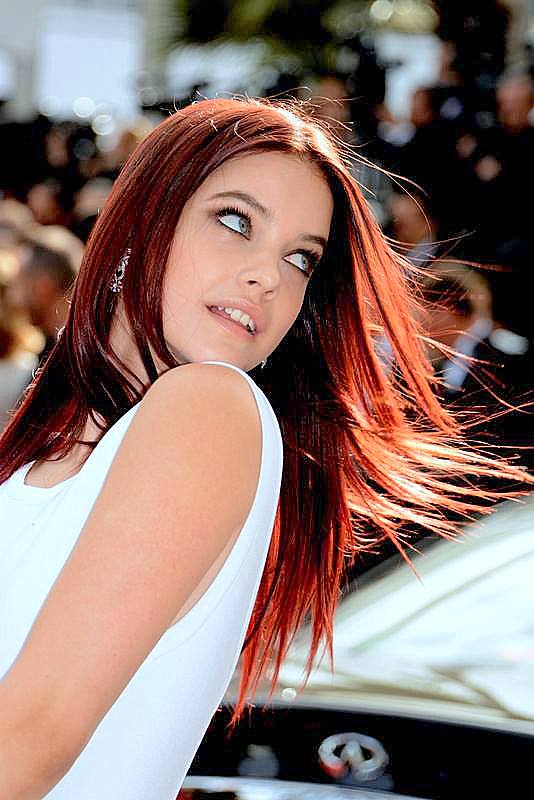
Palvin no Festival de Cannes de 2014.

Palvin nasceu e foi criada em Budapeste e costumava viajar para o campo para visitar sua avó e bisavó. Quando tinha 13 anos, ela foi descoberta por um olheiro de moda nas ruas de Budapeste enquanto caminhava com sua mãe. Ela lançou seu primeiro editorial em 2006 para a Spur Magazine e, posteriormente, mudou-se para a Ásia, onde manteve um fluxo constante de trabalhos. Palvin foi capa das mais variadas revistas, entre elas estão L'Officiel (Paris, Rússia, Turquia, Tailândia, Singapura), Vogue (Portugal), Marie Claire (Itália, Hungria), Glamour (Alemanha, Hungria, Itália), Elle (Reino Unido, Itália, Coreia do Sul, Brasil, Argentina, Suécia, Sérvia, Hungria), Allure, Harper's Bazaar e Jealouse Magazine. A manequim húngara já atuou como o rosto de numerosas campanhas publicitárias de diferentes marcas bem como Calzedonia, Armani Exchange, L'Oréal, Urban Decay, Rosa Chá, Mambo, Nina Ricci, dentre outras. Em fevereiro de 2012, tornou-se na a modelo mais jovem a entrar para a lista de embaixadoras da L'Oréal Paris, onde manteve-se até 2018.
Sua estreia na passarela foi para a Prada durante a Semana da Moda de Milão em fevereiro de 2010. Palvin também desfilou para Louis Vuitton, Miu Miu, Emanuel Ungaro, Julien Macdonald, Dolce & Gabbana, Moschino, Vivienne Westwood, e abriu o show pré-outono de 2011 da Chanel.
Em 2012, a modelo desfilou pela primeira vez no Victoria's Secret Fashion Show, uma das passarelas mais cobiçadas do mundo. Retornado ao Fashion Show apenas em 2018. Já em 2019, tornou-se uma das Angels da grife, título que conferido as modelos mais importantes da marca, sendo a primeira modelo húngara a ocupar tal posto.
Em 2016, Palvin figurou na lista da revista Forbes de modelos mais bem pagas do mundo segundo. Entre julho de 2015 e julho de 2016 ela teve um faturamento de US$ 4 milhões e dividiu o 17.º lugar da lista com as modelos Lily Aldridge e Taylor Hill.
Palvin é frequentemente comparada à modelo russa Natalia Vodianova; Miranda Almond, editora da Vogue britânica afirmou: "Escolhemos Barbara porque ela tem uma aparência absolutamente requintada, uma mistura entre uma Brooke Shields jovem  e Natalia Vodianova". Palvin credita Vodianova e Kate Moss como suas modelos favoritas.

### Atuação
Palvin apareceu no filme Hércules, de 2014, como a rainha mitológica Antimache.

## Vida pessoal
Em julho de 2018, Barbara iniciou um relacionamento com o ator Dylan Sprouse, em setembro de 2022, ficaram noivos. Palvin casou-se com Dylan no dia 15 de Julho de 2023, em uma cerimônia privada em Albertisa, na Hungria.Após seu casamento adotou o nome de seu marido, passando a se chamar Barbara Sprouse. Atualmente o casal reside em Los Angeles, no estado da Califórnia, anteriormente eles moraram no Brooklyn, em Nova Iorque.

## Filmografia
| Ano  | Título   | Personagem | Notas | Ref.   |
| ---- | -------- | ---------- | ----- | ------ |
| 2014 | Hércules | Antimache  |       | [ 19 ] |